# Socha svatého Jana Nepomuckého (Sezemice)
Socha svatého Jana Nepomuckého v Sezemicích je pískovcová barokní socha sv. Jana Nepomuckého z roku 1753, která se nalézá v parčíku na Husově náměstí v městečku Sezemice v okrese Pardubice v Pardubickém kraji. Socha je od roku 1964 chráněna jako nemovitá kulturní památka ČR.

## Popis
Socha o celkové výšce 5,5 m je zhotovena z mušlového pískovce a stojí v čtyřbokém ohrazení vymezeném pískovcovými válcovými sloupky spojenými kovanými řetězy.
Uprostřed ohrazení se nalézá podstavec tvořený třemi pískovcovými schody, na kterých je umístěn hranolový profilovaný sokl, na něm stojí pilíř s profilovanými boky ozdobenými volutami s mušlemi a střapci a zakončený profilovanou římsou. Na čelní stěně pilíře se nalézá v obdélníkovém rámu  reliéf klečícího světce s palmovou ratolestí (sv. Antonín Paduánský?), který objímá batole stojící na hranolovém podstavci. Výjev rámuje shora baldachýn. Na zadní straně pilíře se nalézá další reliéf sedícího svatého Josefa s Ježíškem, opět rámovaný baldachýnem.
Na profilované římse stojí socha stojícího svatého Jana Nepomuckého v životní velikosti, oděného v kanovnickém rouchu, na hlavě s biretem. Světec v rukou sepjatých na prsou svírá kovový zlacený kříž.
Socha světce stojí na oblačné kupě, v jejíž patě jsou dvě reliéfní hlavičky putti. U nohou světce na kamenných volutách klečí dva putti. 
Na soklu je vytesán letopočet opravy 1845 a níže nápis: Vlastenče náš svatý Jene Nepomucký pros u boha a oroduj za nás. Pod nápisem další letopočty: Opraveno L. P. 1869, r. 1901, 1998.  Pod soklem je na římse podstavce letopočet 1753.
Další restaurování sochy proběhlo v letech 1998 a 2021.

## Fotogalerie

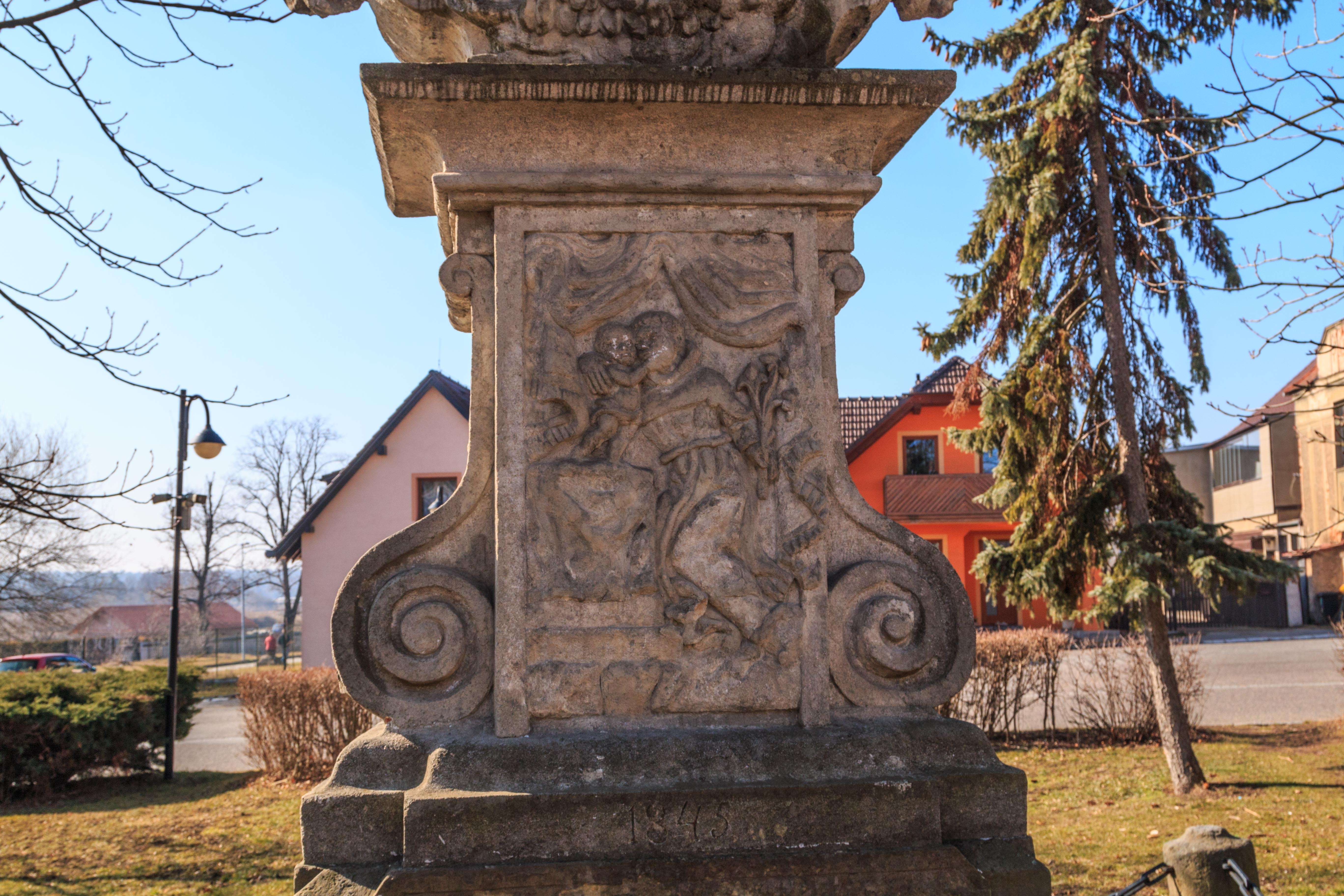
Detaily sochy svatého Jana Nepomuckého v Sezemicích
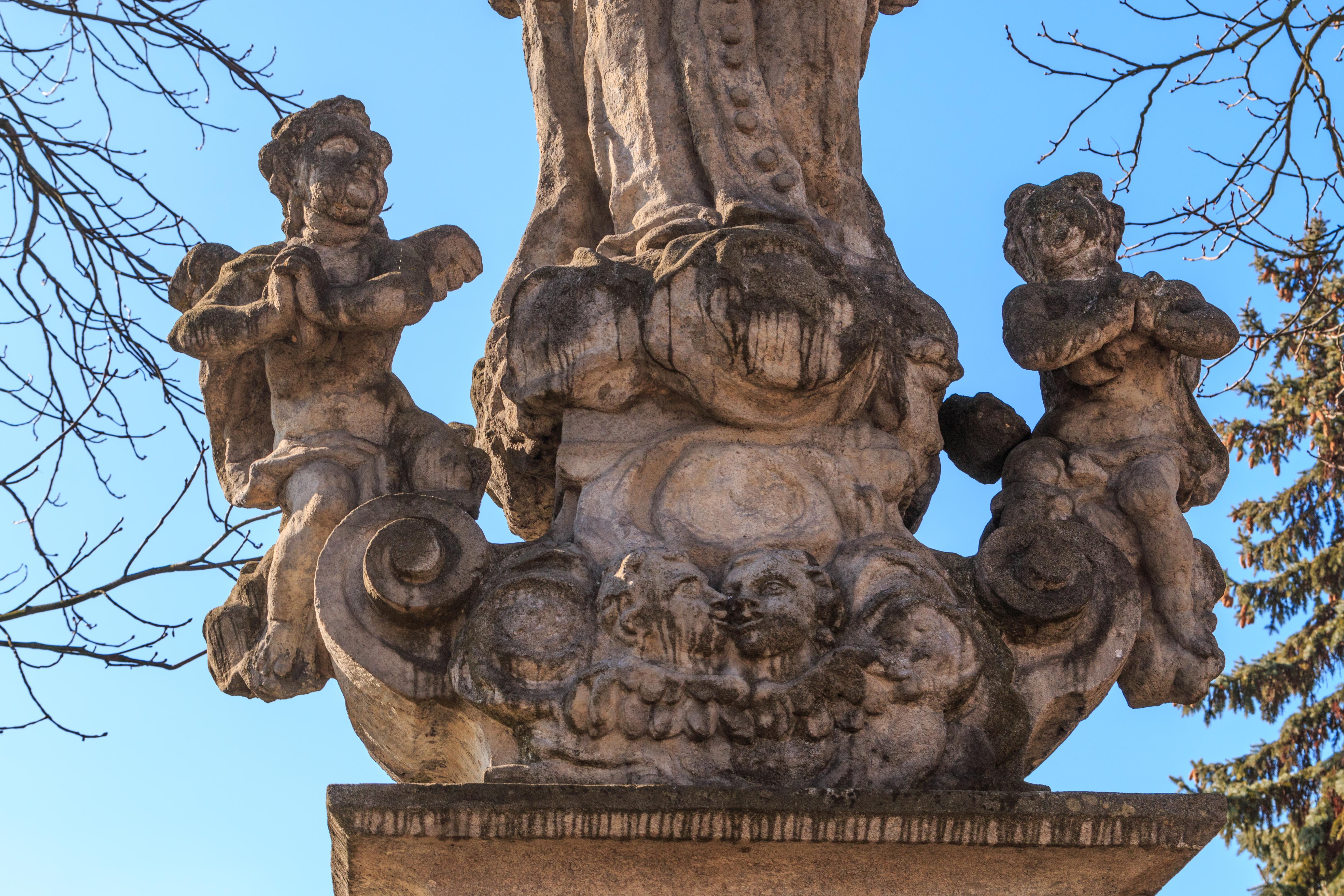
Detaily sochy svatého Jana Nepomuckého v Sezemicích
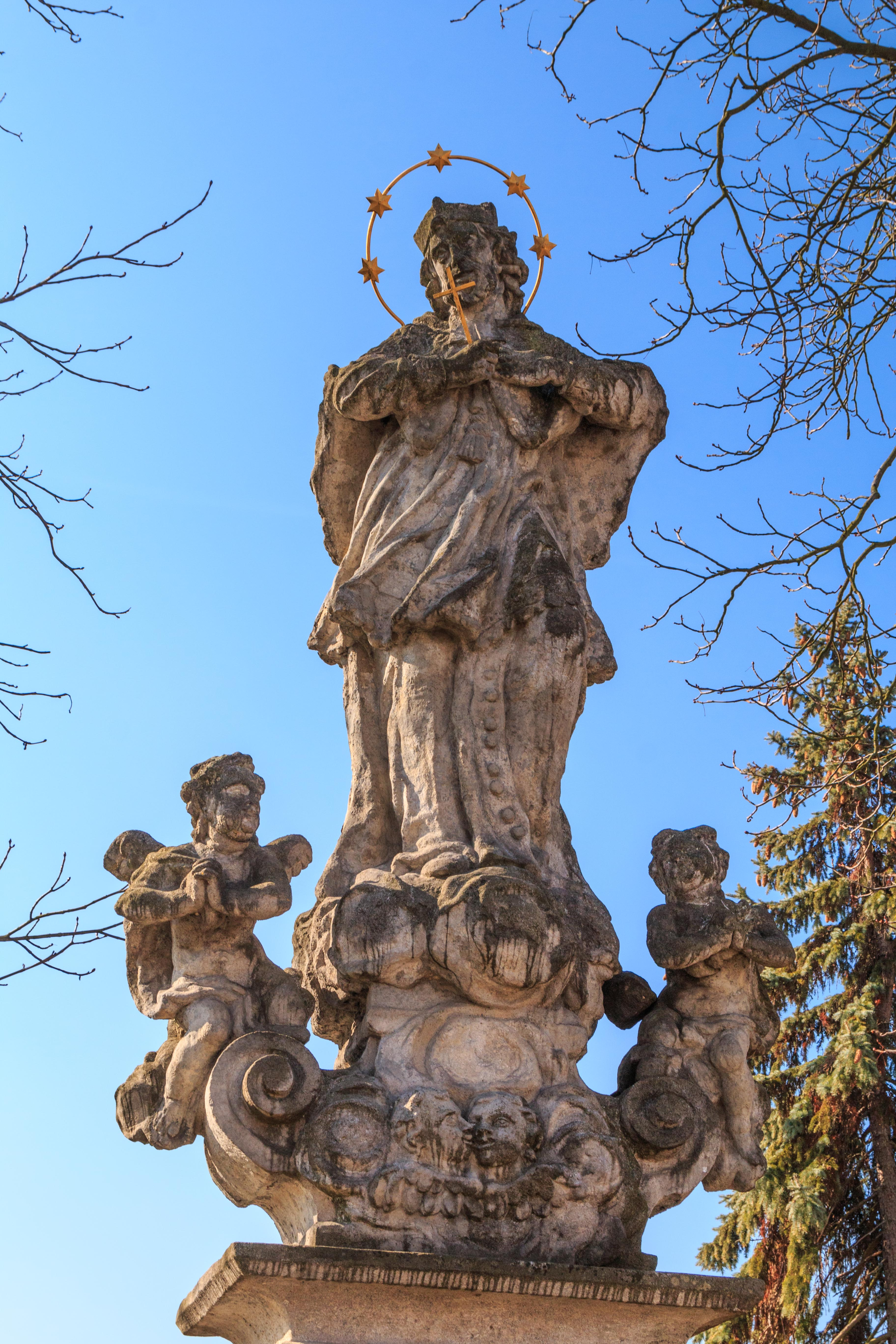
Detaily sochy svatého Jana Nepomuckého v Sezemicích
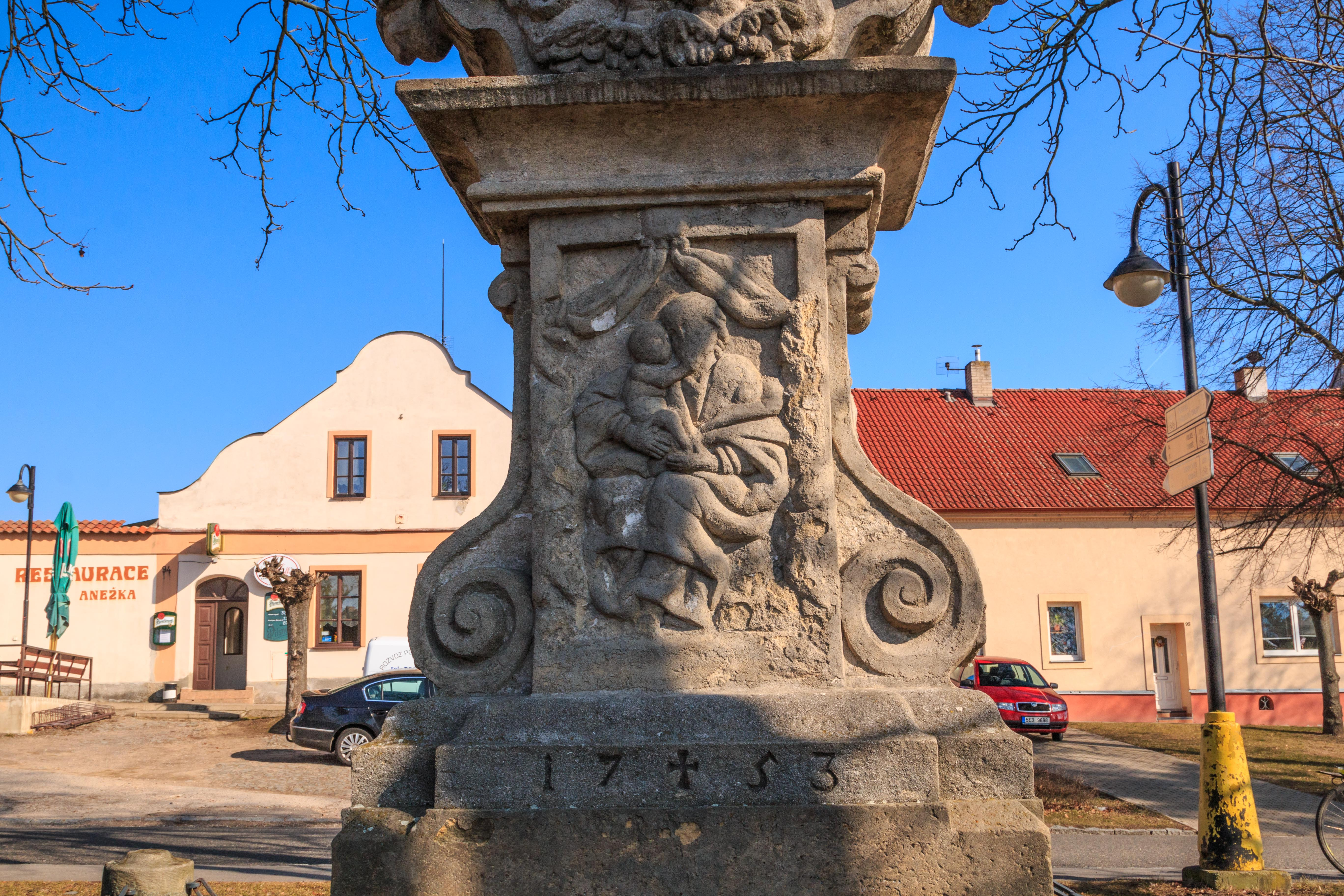
Detaily sochy svatého Jana Nepomuckého v Sezemicích
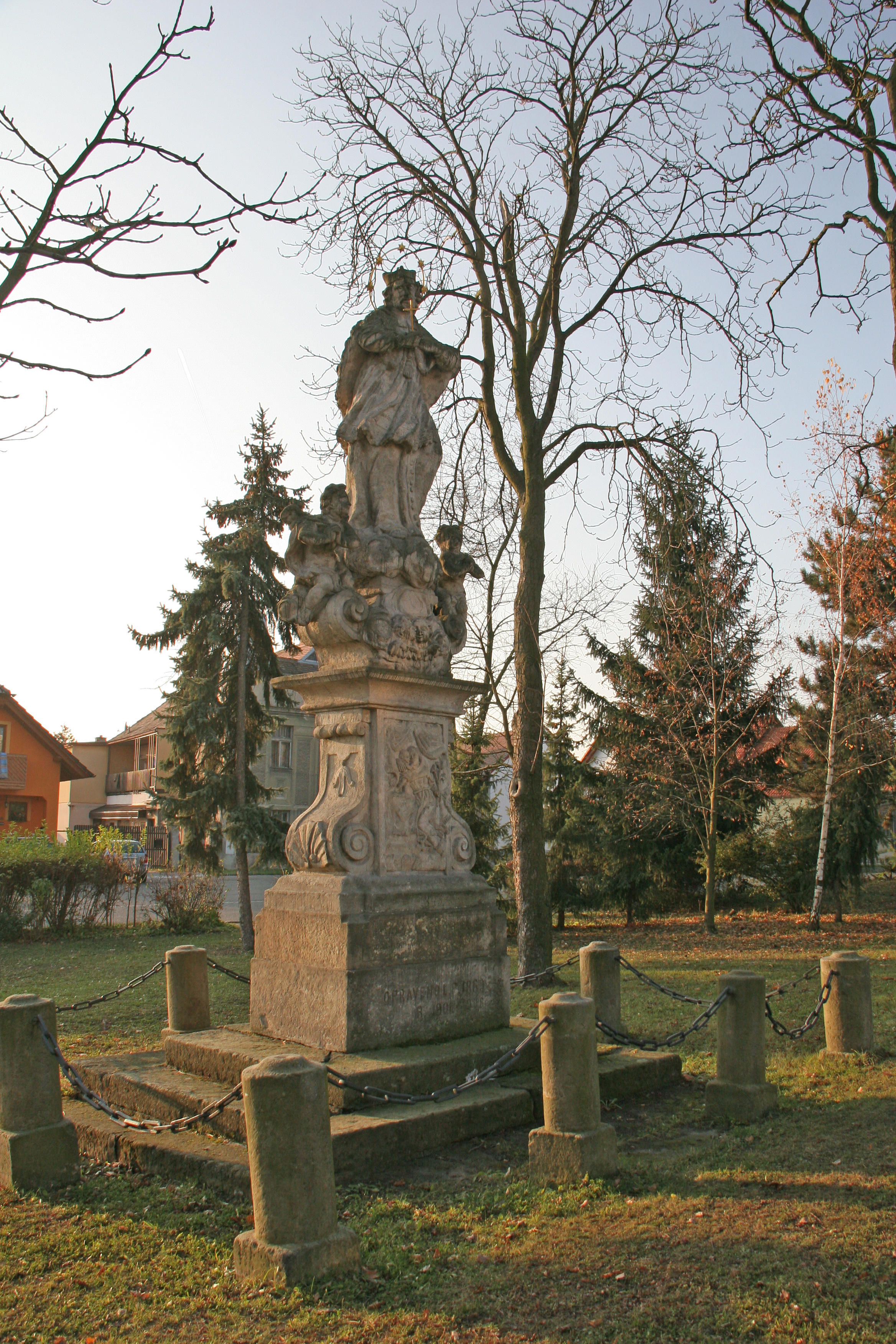
Celkový pohled
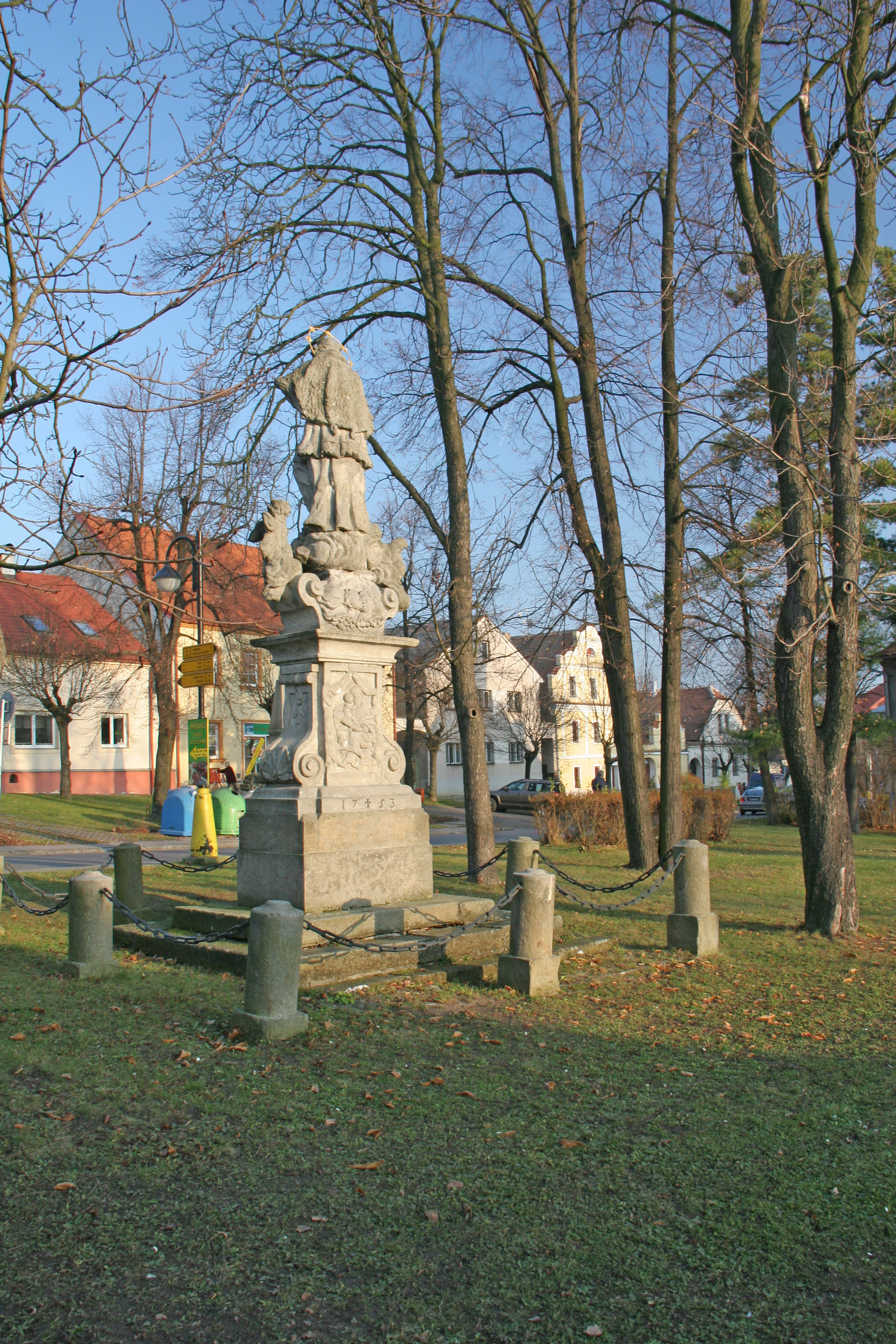
Celkový pohled